# Minóg rzeczny
Minóg rzeczny, minog rzeczny (Lampetra fluviatilis) – europejski gatunek pasożytniczego bezżuchwowca z rodziny minogowatych (Petromyzontidae), występujący na większości europejskich wybrzeży.

## Występowanie
Przybrzeżne wody europejskie od południowych wybrzeży Norwegii do wybrzeży północnych Włoch. W okresie tarła wpływa do rzek, a w jeziorach Ładoga i Onega tworzy całkowicie słodkowodną odmianę. W Polsce jest spotykany w dolnej Wiśle i jej dopływach.

## Opis
Minóg rzeczny jest bardzo podobny do minoga strumieniowego.  Posiada wężowate ciało o długości dochodzącej do 40–50 cm, z charakterystycznie osadzonymi zębami (2 zęby rogowe górne i 7 dolnych) tak, że jego otwór gębowy przypomina lejek. Grzbiet i boki są ciemnoniebiesko-szare lub szarozielone, a brzuch srebrzystobiały, ewentualnie nakrapiany szarymi plamkami. Obie części płetwy grzbietowej stykają się u nasady. Na każdym boku ciała znajduje się siedem niedużych, okrągłych otworów skrzelowych. Ciało pokryte jest miękką skórą obficie pokrytą śluzem. Oczy zakrywa półprzezroczysta powieka.

## Rozród
Minóg rzeczny jest bezżuchwowcem wędrownym. W okresie tarła wpływa z morza do rzek. Pozbywa się lęku przed światłem, dzięki czemu może przebywać nawet w najpłytszych wodach. Przemianom ulega wtedy także ciało zwierzęcia: przybiera ono odcień brązowy, w przewodzie pokarmowym zachodzi atrofia, zęby tępieją. Powoduje to zaprzestanie żeru.
Inne fizyczne zmiany u minoga rzecznego zachodzące podczas tarła to powiększenie się płetw grzbietowych oraz rozpulchnienie spodu ciała w okolicy odbytu, a samcom wyrasta tam długa rureczka. Samiec wygrzebuje w podłożu jamę, przyczepia się do karku samicy i owija wokół jej ciała, tak by ich kloaki znajdowały się blisko siebie. Złożone przez samicę jaja są zapładniane, po czym oba minogi zasypują gniazdo. Minogi trą się tylko kilka sekund, przy czym liczba złożonych jaj wynosi od 10 do 25 tysięcy. Po tarle osobniki dorosłe giną.

## Rozwój
Larwy wylęgają się z jaj w ciągu 9–20 dni, w zależności od temperatury. Opuszczają gniazdo po zaniku woreczka żółtkowego. Przez 4–6 lat żyją w tunelach utwardzonych specjalną wydzieliną i wydrążonych w mule. Zagrzebane w ten sposób wyłapują szczątki roślinne i mikroskopijne glony niesione przez wodę. Ślepe larwy mają otwór gębowy wyposażony w dwie mięsiste wargi. Nie mają za to aparatu przyssawkowego. Wiosną spływają do morza, gdzie spędzają 2 lata, po czym wędrują znów do rzek, na tarło.

## Pożywienie
Larwy żywią się szczątkami roślinnymi unoszącymi się w wodzie, ale dorosłe minogi są pasożytami. Odżywiają się płynami ciała i mięsem drobnych ryb, do których przyczepiają się przyssawką. W jamie gębowej tego bezżuchwowca znajdują się gruczoły, których wydzielina uniemożliwia krzepnięcie krwi.

## Połów
Minóg rzeczny miał duże znaczenie gospodarcze w rejonie Bałtyku. Był tam odławiany w dużych ilościach, podczas migracji i jest w niektórych obszarach uważany za wielki przysmak. Mięso nadaje się do wędzenia i solenia.
Z powodu przejedzenia minogami zmarł prawdopodobnie król Anglii Henryk I Beauclerc.

### Ochrona
W Europie minóg rzeczny jest gatunkiem zagrożonym. W Polsce był pod ścisłą ochroną. Od 2014 r. podlega ochronie częściowej.